# Денниз Поп
Denniz PoP (26 апреля 1963 года — 30 августа 1998 года, Швеция; настоящее имя Даг Кристер Волле (швед. Dag Krister Volle)) — известный шведский ди-джей, композитор и музыкальный продюсер.

## Жизнь и карьера
Даг Кристер Волле родился 26 апреля 1963 года в Стокгольме в семье норвежских эмигрантов. Он начал свою музыкальную карьеру в начале 1980-х в качестве диджея на дискотеках и в клубах в Стокгольме, где он выступал по именем Денниз Поп.
В 1986 году основал собственную студию звукозаписи под именем SweMix, в которой он изначально записывал и продюсировал ремиксы на основе песен других исполнителей.
В 1990 году Денниз записал и спродюсировал для Доктора Албана сингл «Hello Africa». Эта композиция сделала лейбл SweMix знаменитым на мировом музыкальном рынке. Затем они записали вместе ещё три альбома.
В 1992 году совместно со своими коллегами по SweMix (Томом Таломаа, Максом Мартином и Кристианом Лундином) создал в Стокгольме новую студию звукозаписи Cheiron-Studios, которая впоследствии выпустила в мир ряд музыкальных хитов для таких групп, как Ace of Base, Backstreet Boys, *NSYNC, E-Type и других.

## Смерть
Денниз Поп скончался 30 августа 1998 года в больнице «Karolinska Sjukhuset» (Солна, Швеция) от рака желудка в возрасте 35-ти лет. Ему были посвящены клип на песню Backstreet Boys «Show Me the Meaning of Being Lonely» и песня Джессики Фолкер «A Little Bit». Группа E-Type посвятила ему трек «PoP Preludium». Бритни Спирс посвятила ему свою награду за лучшую песню на MTV Europe Music Awards 1999 года.